# Ptéridine
La ptéridine est un composé aromatique bicylclique, composé d'un noyau de pyrazine fusionné avec un cycle de pyrimidine.

## Historique
Les ptéridines sont identifiées pour la première fois dans les années 1930 par le chimiste allemand Heinrich Otto Wieland dans l'aile des papillons qui leur donnent leur nom en référence au grec pteron, aile (Leucoptérine, xanthoptérine).

## Ptéridines
On appelle ptéridines les dérivés substitués de la ptéridine. Ces composés jouent de nombreux rôles dans la coloration au sein de leur monde biologique.
Les ptéridines sont les pigments rouge-jaune des yeux composés des arthropodes.
Leur biosynthèse commence avec la molécule de guanosine triphosphate (GTP) ; l'enzyme qui contrôle la conversion de la GTP en ptérine, la GTP cyclohydrolase, est présente chez les procaryotes et chez les eucaryotes.
Les ptéridines sont aussi des cofacteurs dans des réactions enzymatiques. Les folates, “conjuguent” des ptéridines contenant de l'acide para-aminobenzoïque et du glutamate en plus de système de leurs cycles spécifiques. Ce sont des composés clés pour le transfert biochimique de groupement méthyles. La tétrahydrobioptérine, la ptéridine non conjuguée majeure des vertébrés, est impliquée dans l'hydroxylation de composés aromatiques et la synthèse de l'oxyde nitrique. La molybdoptérine, qui contient la ptérine, un troisième cycle hétérocyclique avec un oxygène d'éther et deux substituts thiols, et du molybdène, est impliquée dans des hydroxylations biologiques, la réduction des nitrates, et l'oxydation au cours de la respiration.